# Witstaarteekhoorn
De witstaarteekhoorn (Sciurus aberti)  is een zoogdier uit de familie van de eekhoorns (Sciuridae). De wetenschappelijke naam van de soort werd voor het eerst geldig gepubliceerd door Woodhouse in 1853.

## Voorkomen
De soort komt voor in Mexico en de Verenigde Staten.